# Svjetsko prvenstvo u motociklizmu 1990. – 500cc
Svjetsko prvenstvo u motociklizmu u klasi 500cc za 1990. godinu je osvojio američki vozač Wayne Rainey na motociklu Yamaha YZR500 u momčadi Marlboro Team Roberts. 

## Raspored utrka i osvajači postolja
1990. godine je bilo na rasporedu 15 trkačih vikenda Svjetskog prvenstva i na svima su vožene utrke u klasi 500cc.
| rb | datum              | staza                | utrka               | službeni naziv utrke                                                                                  | pole poz.      | motocikl | naj.krug       | motocikl | pobjednik      | motocikl | drugoplasirani       | motocikl | trećeplasirani      | motocikl | izvj.                                   |
| -- | ------------------ | -------------------- | ------------------- | --- | -------------- | -------- | -------------- | -------- | -------------- | -------- | -------------------- | -------- | ------------------- | -------- | --------------------------------------- |
| 1  | 25. ožujka 1990.   | Suzuka               | VN Japana           | Kibun Japanese Grand Prix Suzuka 1990                                                                 | Wayne Rainey   | Yamaha   | Wayne Rainey   | Yamaha   | Wayne Rainey   | Yamaha   | Wayne Gardner        | Honda    | Kevin Schwantz      | Suzuki   | [ 1 ] [ 2 ] [ 3 ] [ 4 ] [ 5 ] [ 6 ]     |
| 2  | 8. travnja 1990.   | Laguna Seca          | VN SAD-a            | The United States International Grand Prix                                                            | Wayne Gardner  | Honda    | Kevin Schwantz | Suzuki   | Wayne Rainey   | Yamaha   | Michael Doohan       | Honda    | Pierfrancesco Chili | Honda    | [ 1 ] [ 2 ] [ 7 ] [ 8 ] [ 9 ] [ 10 ]    |
| 3  | 6. svibnja 1990.   | Jerez                | VN Španjolske       | XL Gran Premio de España                                                                              | Michael Doohan | Honda    | Michael Doohan | Honda    | Wayne Gardner  | Honda    | Wayne Rainey         | Yamaha   | Kevin Schwantz      | Suzuki   | [ 1 ] [ 2 ] [ 11 ] [ 12 ] [ 13 ] [ 14 ] |
| 4  | 20. svibnja 1990.  | Misano (Santamonica) | VN Nacija           | G.P. d'Italia 1990 - 68º G.P. delle Nazioni                                                           | Wayne Rainey   | Yamaha   | Wayne Rainey   | Yamaha   | Wayne Rainey   | Yamaha   | Kevin Schwantz       | Suzuki   | Michael Doohan      | Honda    | [ 1 ] [ 2 ] [ 15 ] [ 16 ] [ 17 ] [ 18 ] |
| 5  | 27. svibnja 1990.  | Nürburgring          | VN Zapadne Njemačke | Großer Preis von Deutschland                                                                          | Kevin Schwantz | Suzuki   | Kevin Schwantz | Suzuki   | Kevin Schwantz | Suzuki   | Wayne Rainey         | Yamaha   | Niall MacKenzie     | Suzuki   | [ 1 ] [ 2 ] [ 19 ] [ 20 ] [ 21 ] [ 22 ] |
| 6  | 10. lipnja 1990.   | Salzburgring         | VN Austrije         | Großer Preis von Österreich                                                                           | Kevin Schwantz | Suzuki   | Kevin Schwantz | Suzuki   | Kevin Schwantz | Suzuki   | Wayne Rainey         | Yamaha   | Michael Doohan      | Honda    | [ 1 ] [ 2 ] [ 23 ] [ 24 ] [ 25 ] [ 26 ] |
| 7  | 17. lipnja 1990.   | Grobnik              | VN Jugoslavije      | Yu Grand Prix '90 - 40º Velika Nagrada Jugoslavije                                                    | Wayne Rainey   | Yamaha   | Wayne Rainey   | Yamaha   | Wayne Rainey   | Yamaha   | Kevin Schwantz       | Suzuki   | Niall MacKenzie     | Suzuki   | [ 1 ] [ 2 ] [ 27 ] [ 28 ] [ 29 ]        |
| 8  | 30. lipnja 1990.   | Assen                | VN Nizozemske       | 60e Dutch TT - Assen 1990 - Grote Prijs van Nederland der KNMV                                        | Kevin Schwantz | Suzuki   | Kevin Schwantz | Suzuki   | Kevin Schwantz | Suzuki   | Wayne Rainey         | Yamaha   | Eddie Lawson        | Yamaha   | [ 1 ] [ 2 ] [ 30 ] [ 31 ] [ 32 ] [ 33 ] |
| 9  | 7. srpnja 1990.    | Spa-Francorchamps    | VN Belgije          | Belgian Motorcycle Grand Prix                                                                         | Kevin Schwantz | Suzuki   | Wayne Rainey   | Yamaha   | Wayne Rainey   | Yamaha   | Jean-Philippe Ruggia | Yamaha   | Eddie Lawson        | Yamaha   | [ 1 ] [ 2 ] [ 34 ] [ 35 ] [ 36 ] [ 37 ] |
| 10 | 22. srpnja 1990.   | Le Mans - Bugatti    | VN Francuske        | Grand Prix de France                                                                                  | Kevin Schwantz | Suzuki   | Kevin Schwantz | Suzuki   | Kevin Schwantz | Suzuki   | Wayne Gardner        | Honda    | Wayne Rainey        | Yamaha   | [ 1 ] [ 2 ] [ 38 ] [ 39 ] [ 40 ] [ 41 ] |
| 11 | 5. kolovoza 1990.  | Donnington Park      | VN Velike Britanije | British Motorcycle Grand Prix                                                                         | Wayne Gardner  | Honda    | Kevin Schwantz | Suzuki   | Kevin Schwantz | Suzuki   | Wayne Rainey         | Yamaha   | Eddie Lawson        | Yamaha   | [ 1 ] [ 2 ] [ 42 ] [ 43 ] [ 44 ] [ 45 ] |
| 12 | 12. kolovoza 1990. | Anderstorp           | VN Švedske          | Nordic TT Anderstorp 90                                                                               | Kevin Schwantz | Suzuki   | Wayne Rainey   | Yamaha   | Wayne Rainey   | Yamaha   | Eddie Lawson         | Yamaha   | Wayne Gardner       | Honda    | [ 1 ] [ 2 ] [ 46 ] [ 47 ] [ 48 ] [ 49 ] |
| 13 | 26. kolovoza 1990. | Brno                 | VN Čehoslovačke     | Grand Prix Brno - ČSFR                                                                                | Kevin Schwantz | Suzuki   | Wayne Rainey   | Yamaha   | Wayne Rainey   | Yamaha   | Wayne Gardner        | Honda    | Eddie Lawson        | Yamaha   | [ 1 ] [ 2 ] [ 50 ] [ 51 ] [ 52 ] [ 53 ] |
| 14 | 2. rujna 1990.     | Hungaroring          | VN Mađarske         | Gyorsasági Motoros Grand Prix - 1. Magyar Nagydíj - Motorrad Grand Prix - 1. Grosser Preis von Ungarn | Michael Doohan | Honda    | Michael Doohan | Honda    | Michael Doohan | Honda    | Eddie Lawson         | Yamaha   | Kevin Schwantz      | Suzuki   | [ 1 ] [ 2 ] [ 54 ] [ 55 ] [ 56 ] [ 57 ] |
| 15 | 16. rujna 1990.    | Phillip Island       | VN Australije       | 1990 Drink/Drive Australian Motorcycle Grand Prix                                                     | Michael Doohan | Honda    | Wayne Gardner  | Honda    | Wayne Gardner  | Honda    | Michael Doohan       | Honda    | Wayne Rainey        | Yamaha   | [ 1 ] [ 2 ] [ 58 ] [ 59 ] [ 60 ] [ 61 ] |

VN Nacija - također navedena kao VN Italije 

VN Zapadne Njemačke - također navedena kao VN Njemačke 

VN Nizozemske - također navedena kao Dutch TT 

VN Velike Britanije - također navedena kao VN Britanije 

VN Švedske - također navedena kao Nordic TT

## Poredak za vozače
Sustav bodovanja
Bodove osvaja prvih 15 vozača u utrci. 
| pozicija u utrci | 1. | 2. | 3. | 4. | 5. | 6. | 7. | 8. | 9. | 10. | 11. | 12. | 13. | 14. | 15. |
| bodovi           | 20 | 17 | 15 | 13 | 11 | 10 | 9  | 8  | 7  | 6   | 5   | 4   | 3   | 2   | 1   |

| mj. | vozač                | konstruktor                | bm                | momčad (tim)                       | motocikl                 | bodova |
| --- | -------------------- | -------------------------- | ----------------- | ---------------------------------- | ------------------------ | ------ |
| 1.  | Wayne Rainey         | Yamaha                     | 2                 | Marlboro Team Roberts              | Yamaha YZR500            | 255    |
| 2.  | Kevin Schwantz       | Suzuki                     | 34                | Team Lucky Strike Suzuki           | Suzuki RGV500            | 188    |
| 3.  | Michael Doohan       | Honda                      | 9                 | Rothmans Honda                     | Honda NSR500             | 179    |
| 4.  | Niall Mackenzie      | Suzuki                     | 7                 | Team Lucky Strike Suzuki           | Suzuki RGV500            | 140    |
| 5.  | Wayne Gardner        | Honda                      | 10                | Rothmans Honda (Kanemoto)          | Honda NSR500             | 138    |
| 6.  | Juan Garriga         | Yamaha                     | 11                | Ducados Yamaha Team                | Yamaha YZR500            | 121    |
| 7.  | Eddie Lawson         | Yamaha                     | 1                 | Marlboro Team Roberts              | Yamaha YZR500            | 118    |
| 8.  | Jean-Philippe Ruggia | Yamaha                     | 14                | Gauloises Blondes Yamaha/Mobil 1   | Yamaha YZR500            | 110    |
| 9.  | Christian Sarron     | Yamaha                     | 3                 | Gauloises Blondes Yamaha/Mobil 1   | Yamaha YZR500            | 84     |
| 10. | Sito Pons            | Honda                      | 6                 | Campsa Banesto                     | Honda NSR500             | 76     |
| 11. | Pierfrancesco Chili  | Honda                      | 5                 | ROC-ELF-La Cinque                  | Honda NSR500             | 63     |
| 12. | Alex Barros          | Cagiva                     | 28                | Cagiva Corse                       | Cagiva C590              | 57     |
| 13. | Randy Mamola         | Cagiva                     | 18                | Cagiva Corse                       | Cagiva C590              | 55     |
| 14. | Marco Papa           | Honda                      | 31 / 37 / 38 / 55 | MotoClub Perugia ROC-ELF-La Cinque | Honda RS500 Honda NSR500 | 55     |
| 15. | Ron Haslam           | Cagiva                     | 8                 | Cagiva Corse                       | Cagiva C590              | 46     |
| 16. | Cees Doorakkers      | Honda                      | 36 / 41           | HRK Motors                         | Honda RS500              | 39     |
| 17. | Eddie Laycock        | Honda                      | 24                | Millar Racing                      | Honda RS500              | 30     |
| 18. | Carl Fogarty         | Honda                      | 55                | ROC-ELF-La Cinque                  | Honda NSR500             | 24     |
| 19. | Niggi Schmassmann    | Honda                      | 26                | FMS/N Schmassmann                  | Honda RS500              | 23     |
| 20. | Peter Lindén         | Honda                      | 17                |                                    | Honda RS500              | 15     |
| 21. | Kevin Magee          | Suzuki                     | 4                 | Team Lucky Strike Suzuki           | Suzuki RGV500            | 13     |
| 22. | Karl Truchsess       | Honda                      | 33 / 35 / 36 / 43 | Shell                              | Honda RS500              | 12     |
| 23. | Tadahiko Taira       | Yamaha                     | 21                | Tech 21/Yamaha Motor Company       | Yamaha YZR500            | 10     |
| 24. | Peter Goddard        | Yamaha                     | 21                | Marlboro Team Roberts              | Yamaha YZR500            | 8      |
| 25. | Andreas Leuthe       | Honda Librenti             | 25                | Librenti Corse                     | Honda RS500 Librenti     | 8      |
| 26. | Shinichi Ito         | Honda                      | 39                | HRC/Pentax                         | Honda NSR500             | 7      |
| 27. | Romolo Balbi         | Honda                      | 35                |                                    | Honda RS500              | 6      |
| 28. | Hikaru Miyagi        | Honda                      | 37                | Teera                              | Honda NSR500             | 5      |
| 28. | Michele Valdo        | Honda                      | 40                |                                    | Honda RS500              | 5      |
| 28. | Norihiko Fujiwara    | Yamaha                     | 15                | Yamaha Motor Company Motorsports   | Yamaha YZR500            | 5      |
| 31. | Shinji Katayama      | Yamaha                     | 41                | UCC                                | Yamaha YZR500            | 4      |
| 32. | Rachel Nicotte       | Chevallier-Honda (Plaisir) | 43                | Ville de Plaisir                   | Chevallier-Honda         | 4      |
| 33. | Osamu Hiwatashi      | Suzuki                     | 38                | Schick Advantage                   | Suzuki RGV500            | 3      |
| 34. | Hans Jörg Butz       | Honda                      | 19                |                                    | Honda RS500              | 3      |
| 35. | Vittorio Scatola     | Paton                      | 35 / 42 / 37      | Team Elit Paton                    | Paton V115 500           | 1      |
| 35. | Martin Trösch        | Honda                      | 30                |                                    | Honda RS500              | 1      |

 u ljestvici vozači koji su osvojili bodove u prvenstvu 

## Poredak za konstruktore
Sustav bodovanja
Bodove za proizvođača osvaja najbolje plasirani motocikl proizvođača među prvih 15 u utrci. 
| pozicija u utrci | 1. | 2. | 3. | 4. | 5. | 6. | 7. | 8. | 9. | 10. | 11. | 12. | 13. | 14. | 15. |
| bodovi           | 20 | 17 | 15 | 13 | 11 | 10 | 9  | 8  | 7  | 6   | 5   | 4   | 3   | 2   | 1   |

Yamaha prvak u poretku konstruktora.
| mj. | konstruktor                         | bod |
| --- | ----------------------------------- | --- |
| 1.  | Yamaha                              | 272 |
| 2.  | Honda                               | 233 |
| 3.  | Suzuki                              | 223 |
| 4.  | Cagiva                              | 88  |
| 5.  | Chevallier Chevallier-Honda Plaisir | 4   |
| 6.  | Paton                               | 1   |

 u ljestvici konstruktori koji su osvojili bodove u prvenstvu 

## Vanjske poveznice
- (engl.) motogp.com
- (fr.) racingmemo.free.fr, LES CHAMPIONNATS DU MONDE DE VITESSE MOTO
- (engl.) motorsportstats.com, MotoGP
- (fr.) pilotegpmoto.com
- (nizoz.) jumpingjack.nl, Alle Grand-Prix uitslagen en bijzonderheden, van 1973 (het jaar dat Jack begon met racen) tot heden.
- (engl.) motorsport-archive.com, World 500ccm Championship :: Overview  Arhivirana inačica izvorne stranice od 6. srpnja 2022. (Wayback Machine)
- (engl.) the-sports.org, Moto - Moto GP - Prize list
- (engl.) motorsportmagazine.com, World Motorcycle Championship / MotoGP
- (engl.) en.wikipedia.org, 1990 Grand Prix motorcycle racing season
- (tal.) it.wikipedia.org, Risultati del motomondiale 1990